# Harold Albert Wilson

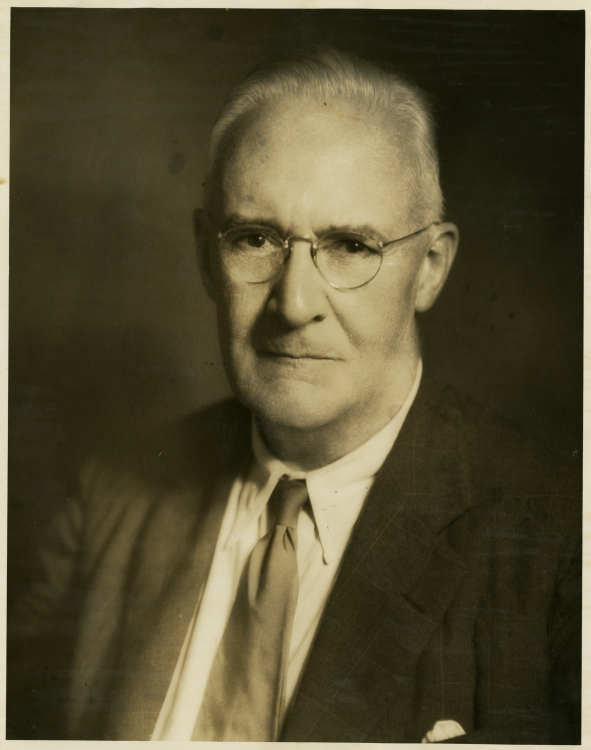
Harold Albert Wilson

Harold Albert Wilson (* 1. Dezember 1874 in York; † 13. Oktober 1964 in Houston) war ein britischer Experimentalphysiker.

## Leben
Wilson besuchte eine Privatschule (St. Olave’s) und besuchte auch Chemiekurse am Railway Institute in York. Ab 1893 studierte er Naturwissenschaften und Mathematik am Victoria University College in Leeds, wo er sich unter Arthur Smithells mit der Leitfähigkeit von Flammen befasste, was er mit Unterbrechungen in den kommenden Jahrzehnten fortsetzte. Nach dem Bachelor-Abschluss 1896 ging er 1897 an die Universität Cambridge, wo er als Kollege von J. J. Thomson am Cavendish Laboratory eine der frühesten Messungen der elektrischen Ladungen unternahm, wobei er die gerade am Cavendish Laboratory erfundene Nebelkammer von C. T. R. Wilson nutzte (mit dem er nicht verwandt war). Das war ein Vorläufer des Millikan-Versuchs, wobei Wilson statt Öltropfen Formationen von Wassertropfen (er beobachtete nicht individuelle Tropfen, sondern den oberen Rand der Kondensationswolke) im elektrischen Feld beobachtete. Seine Messungen waren um 35 Prozent zu klein, vor allem wegen Verdampfungseffekten. 1899 war er auch ein halbes Jahr in Berlin im Labor von Jacobus Henricus van ’t Hoff. 1900 erhielt er einen D.Sc. der Universität London und 1901 wurde er Fellow des Trinity College in Cambridge. Von 1901 bis 1904 war er Clerk-Maxwell-Student am Cavendish Laboratory und ging dann als Lecturer an das King’s College London, wo er 1905 Professor und Leiter der Physik-Abteilung wurde.
1909 wurde er Professor an der McGill University in Montreal und 1912 nach Texas als Professor an die Rice University (damals Rice Institute), als erster Physik-Professor und einer der Gründungsprofessoren. 1924/25 war er kurz an der Universität Glasgow (auf den Lehrstuhl, den früher Lord Kelvin innehatte), ging aber 1925 wieder an die Rice University, wo er sein Gehalt zusätzlich durch Tätigkeit in der Ölindustrie aufbessern konnte. Er blieb bis zu seiner Emeritierung 1947 an der Rice University. Er unterrichtete aber weiter in Teil-Zeit bis 1964 und galt als ausgezeichneter Lehrer.
Er befasste sich auch mit angewandten Problemen wie Cracken in der Ölindustrie und im Ersten Weltkrieg entwickelte er einen Unterwasser-Schallempfänger, der in der U-Boot-Abwehr eingesetzt wurde. Ab 1932 befasste er sich mit Kernphysik und war am Manhattan-Projekt beteiligt.
Als Physiker war er zwar konservativ – so versuchte er 1910 das Michelson-Morley-Experiment ohne Rückgriff auf die Relativitätstheorie zu erklären und verwendete noch 1921 den Äther-Begriff – akzeptierte aber später sowohl Relativitätstheorie als auch Quantentheorie.
1906 wurde er Fellow der Royal Society und 1925 der Royal Society of Edinburgh.
1912 heiratete er die ehemalige Physikstudentin (und Gewinnerin der Goldmedaille der Universität) an der McGill University Marjorie Patterson Smyth, mit der er zwei Söhne und zwei Töchter hatte. 1931 wurde er US-Staatsbürger. Seine Schwester Lilian heiratete den Physiker Owen Willans Richardson.

## Schriften
- The electrical properties of flames, London 1912
- Experimental Physics, Cambridge 1915
- Modern Physics, London, Glasgow 1928
- The Mysteries of the Atom, New York 1934